# Mare lunară

Fața vizibilă a Lunii, cu principalele mări și cratere etichetate

Mările lunare sunt câmpii bazaltice întinse și întunecate de pe Lună, formate prin străvechi erupții vulcanice. Au fost denumite „mări” de către astronomii timpurii care le-au confundat cu mările pământene. Ele sunt mai puțin reflective decât „munții”, ca urmare a compoziției lor bogate în fier și, prin urmare, apar întunecate când sunt văzute cu ochiul liber. Mările acoperă aproximativ 16% din suprafața lunară, mai ales în partea vizibilă de pe Pământ. Puținele mări din partea ascunsă sunt mult mai mici, și se află mai ales în craterele foarte mari. Nomenclatura tradițională pentru Lună include, de asemenea, un ocean, precum și trăsături cu numele lac, palus (mlaștină) și sinus (golf). Ultimele trei sunt mai mici decât mările, dar au aceeași natură și caracteristici. 
Denumirile mărilor se referă la caracteristicile lor respective (Humorum, Imbrium, Insularum, Nubium, Spumans, Undarum, Vaporum, Procellarum, Frigoris), atribute ale mării (Australe, Orientale, Cognitum, Marginis) sau stări de spirit (Crisium, Ingenii, Serenitatis, Tranquillitatis). Mare Humboldtianum⁠(d) și Mare Smythii⁠(d) au fost denumite înainte de a fi acceptată nomenclatura finală, cea a stărilor sufletești, și nu respectă acest tipar. Când Mare Moscoviense⁠(d) a fost descoperită de Luna 3⁠(d), iar numele a fost propus de Uniunea Sovietică, a fost acceptată de Uniunea Astronomică Internațională doar cu justificarea că Moscova este o stare de spirit.

## Vârste
Vârstele bazaltelor mărilor au fost determinate atât prin datare radiometrică⁠(d) directă, cât și prin tehnica numărării craterelor⁠(d). Vârstele radiometrice variază de la aproximativ 3,16 până la 4,2 Ga, timp ce vârstele cele mai tinere determinate de la numărarea craterelor sunt de aproximativ 1,2 Ga (1 Ga = 1 miliard de ani). Cu toate acestea, majoritatea bazaltelor din mări par să fi erupt între aproximativ 3 și 3,5 Ga. Puținele erupții bazaltice care au apărut pe partea îndepărtată sunt vechi, în timp ce cele mai recente curgeri se găsesc în Oceanus Procellarum⁠(d) pe fața vizibilă. Multe dintre bazaltele fie au erupt, fie s-au vărsat în bazine de impact joase, dar cea mai mare întindere de unități vulcanice, Oceanus Procellarum, nu corespunde niciunui bazin de impact cunoscut. 

## Distribuția bazaltelor mărilor

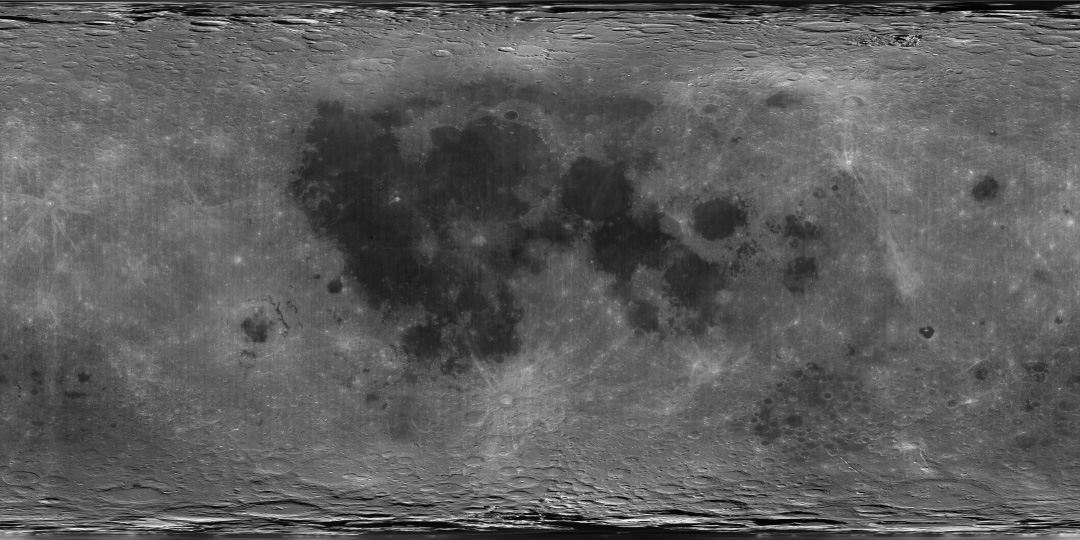
O hartă globală de albedo a Lunii obținută din. Regiunile întunecate sunt mări lunare, în timp ce regiunile mai deschise sunt munți. Imaginea este o, longitudinea crescând de la stânga la dreapta de la -180°E la 180°E și latitudinea scăzând de sus în jos de 90°N până la 90°S. Centrul imaginii corespunde punctului mediu sub-Pământ, 0 ° N și 0 ° E.

Există multe concepții greșite referitoare la distribuția spațială a bazaltelor mărilor. 
1. Deoarece multe bazalte umplu bazine de impact joase, s-a presupus cândva că evenimentul de impact în sine a provocat o erupție vulcanică. [Notă: datele actuale pot de fapt să nu contrazică această idee, deși calendarul și datele și durata vulcanismului din mări într-o serie de bazine ridică anumite semne de întrebare în acest sens. Vulcanismul inițial din mări pare, în general, să fi început la cel mult 100 de milioane de ani de la formarea bazinului.[6] Deși acești autori au considerat că 100 de milioane de ani reprezintă o durată suficient de lungă încât o corelație între impact și vulcanism să fie puțin probabilă, există probleme cu acest argument. Autorii subliniază, de asemenea, că cele mai vechi și mai adânci bazalte din fiecare bazin sunt probabil îngropate și inaccesibile, ceea ce duce la o prejudecată generată de eșantionare.
2. Uneori se sugerează că câmpul gravitațional al Pământului ar putea permite în mod preferențial să apară erupții pe partea apropiată, dar nu pe partea îndepărtată. Cu toate acestea, într-un sistem de referință care se rotește împreună cu Luna, accelerația centrifugă pe care o cunoaște Luna este exact egală și opusă accelerației gravitaționale a Pământului. Prin urmare, nu există o forță netă îndreptată către Pământ. Mareele Pământului acționează pentru a deforma Luna, dar această formă este una de elipsoid alungit, cu puncte înalte atât în punctele sub- cât și anti-Pământ. Ca o analogie, trebuie să ne amintim că pe Pământ există două fluxuri mareice pe zi și nu unul singur.
3. Întrucât magmele bazaltice ale mării sunt mai dense decât materialele anorthozice⁠(d) din crustei superioare, erupțiile bazaltice ar putea fi favorizate în locații cu înălțime scăzută, unde scoarța este subțire. Cu toate acestea, bazinul Polul Sud-Aitken⁠(d) de pe fața ascunsă conține cele mai mici altitudini de pe Lună și, totuși, este umplut doar puțin de lave bazaltice. În plus, se preconizează că grosimea scoarței de sub acest bazin este mult mai mică decât sub Oceanus Procellarum⁠(d). Deși grosimea scoarței poate modula cantitatea de lave bazaltice care ajung în final la suprafață, grosimea scoarței în sine nu poate fi singurul factor care controlează distribuția mărilor de bazalte.[7]
4. Se sugerează adesea că există o anumită formă de legătură între rotația sincronă a Lunii în jurul Pământului și mările bazaltice. Cu toate acestea, cuplurile gravitaționale care au ca rezultat sincronizarea rotației cu revoluția Lunii apar numai din momentele de inerție ale corpurilor (acestea pot fi puse în legătură directă cu termenii de gradul 2[a] ai armonicelor sferice⁠(d) ale câmpului gravitațional), iar mările bazaltice nu contribuie prea mult la aceasta. În plus, se estimează că disprețul mareei a avut loc rapid (de ordinul a mii de ani), în timp ce majoritatea bazaltelor de iapă a erupt aproximativ un miliard de ani mai târziu.

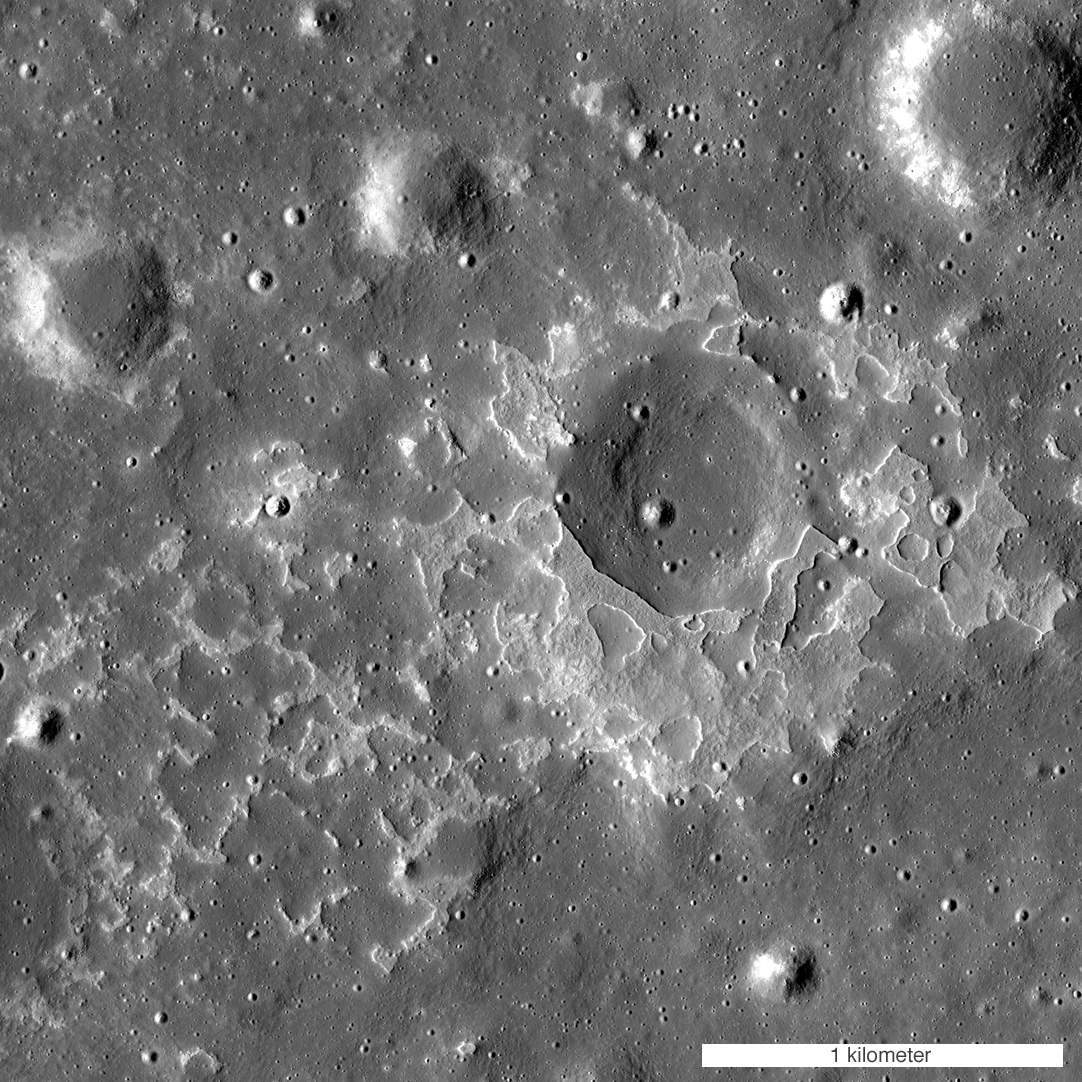
Luna - dovezi ale unui vulcanism lunar timpuriu (12 octombrie 2014).

Motivul pentru care mările bazaltice sunt predominant situate pe emisfera apropiată a Lunii este încă dezbătut de comunitatea științifică. Pe baza datelor obținute din misiunea Lunar Prospector⁠(d), se pare că o mare parte din inventarul de elemente producătoare de căldură de pe Lună (sub forma de KREEP⁠(d)) este localizat în regiunile Oceanus Procellarum⁠(d) și în bazinul Imbrium⁠(d), o provincie geochimică unică denumită actualmente Procellarum KREEP Terrane⁠(d). Deși creșterea producției de căldură în cadrul Procellarum KREEP Terrane este cel mai sigur legată de longevitatea și intensitatea vulcanismului găsit acolo, nu există consens asupra mecanismului prin care KREEP a devenit concentrat în această regiune.

## Compoziție
Folosind schemele de clasificare terestră, toate mările bazaltice sunt clasificate ca toleaitice⁠(d), dar au fost inventate subclasificări specifice pentru a descrie în continuare populația bazaltelor lunare. Mările bazaltice sunt în general grupate în trei serii împărțite după chimia elementelor lor majore: bazaltele cu un nivel ridicat de Ti, bazaltele cu un nivel scăzut de Ti și bazaltele cu un nivel foarte scăzut de Ti. S-a crezut, pe baza eșantioanelor Apollo, că aceste grupuri sunt distincte, însă datele de teledetecție globală din misiunea Clementine⁠(d) arată că există un continuu al concentrațiilor de titan între acești membri finali și că concentrațiile cu un nivel ridicat de titan sunt cele mai puțin abundente. Abundențele de TiO2 pot ajunge până la 15% în greutate pentru mările bazaltice, în timp ce majoritatea bazaltelor terestre au abundențe mult mai mici de 4% procente masice. Un grup special de bazalte lunare sunt bazaltele KREEP, care sunt anormal de bogate în potasiu (K), pământuri rare (REE) și fosfor (P). O diferență majoră între bazaltele terestre și cele lunare este absența aproape totală a apei sub orice formă în bazaltele lunare. Bazaltele lunare nu conțin minerale purtătoare de hidrogen, cum ar fi amfibolii și filosilicatele care sunt comune în bazaltele terestre din cauza alterării sau metamorfismului.